# Spiridon (Laufmagazin)
Spiridon ist ein im Dezember 1974 gegründetes Laufmagazin, das bald die erste monatlich erscheinende Laufzeitschrift im deutschen Sprachraum war. Gegründet wurde Spiridon von dem Waldnieler Laufarzt Ernst van Aaken und dem Marathonläufer und Sportjournalisten Manfred Steffny, der seit der ersten Ausgabe das Blatt als Herausgeber und Verleger leitet.
Der Namensgeber ist Spyridon Louis, der erste Olympiasieger im Marathonlauf 1896 in Athen, der zugleich Anfänger war. Dies soll die Bandbreite von SPIRIDON hervorheben. Die erste Zeitschrift mit dem Namen Spiridon wurde 1972 in der Schweiz von Noel Tamini gegründet und erschien auf Französisch, existiert aber nicht mehr. Alle zwei Monate, auch schon im 25. Jahr, erscheint die portugiesische Zeitschrift Spiridon unter Federführung von Mario Machado.
In Italien wird sporadisch ein gleichnamiges Informationsblatt von Giors Oneto aus Florenz herausgegeben. In Anlehnung an die Zeitschriften haben sich zahlreiche Spiridon-Klubs gegründet, in der Schweiz und Frankreich meist regional, in Deutschland als örtliche Vereine. Die größte Laufabteilung hat Spiridon Frankfurt; seitdem er auch eine Triathlon-Abteilung hat, ist er kein reiner Laufverein mehr.